# Charlotte Rothstein
Charlotte Rothstein (1912–) é uma artista americana. O seu trabalho encontra-se incluído nas colecções do Museu Smithsoniano de Arte Americana, do Museu de Arte Moderna de Nova York, do Museu de Arte Americana Crystal Bridges e do Art Institute of Chicago.